# Янчук, Константин Валерьевич
Константин Валерьевич Янчу́к (р.  1966) — заслуженный мастер спорта России (подводное ориентирование).

## Карьера
Воспитанник Воронежской СДЮШОР водных видов спорта . Тренировался у К.И. Эгильского.
Чемпион мира по подводному спорту 1996 года (три золотые и две серебряные медали), 2001 года (одна золотая медаль), чемпион Европы по подводному спорту 1993 года (одна золотая и одна серебряная медаль).
В 1983 году окончил Воронежскую школу № 28. В 1984—1986 годах проходил срочную службу в СА. В 1991 году окончил химический факультет ВГУ имени Ленинского комсомола . В настоящее время возглавляет риэлторскую компанию.